# Thomas Buchanan

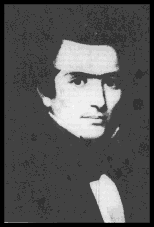
Thomas Buchanan

Thomas Buchanan (1808 – 3 september 1841) was een neef van de Amerikaanse president James Buchanan. Op 1 april 1839 werd Thomas Buchanan aangesteld als gouverneur van het Gemenebest Liberia (de latere republiek Liberia). Na zijn overlijden werd hij opgevolgd door luitenant gouverneur Joseph Jenkins Roberts die in 1847 de onafhankelijke republiek Liberia uitriep.